# Piermario Morosini
Piermario Morosini (Bergamo, 5 luglio 1986 – Pescara, 14 aprile 2012) è stato un calciatore italiano, di ruolo centrocampista.

## Biografia
Rimane orfano in giovane età: nel 2001, a 15 anni, perde la madre Camilla, e due anni dopo, nel 2003, anche il padre Aldo. Nel 2004 si suicida il fratello disabile e Morosini rimane solo con una sorella, anche lei disabile.
Il 14 aprile 2012, al 31º minuto di Pescara-Livorno della 14ª giornata di ritorno del campionato di Serie B, si accascia a terra dopo vari tentativi di rialzarsi in seguito a un'improvvisa crisi cardiaca. Portato in ospedale, il giocatore muore alle 16:45, all'età di soli 25 anni. La gara viene interrotta e successivamente la FIGC dispone il rinvio dell'intera giornata di tutti i campionati italiani. La notizia ha avuto risalto in tutto il mondo: in Spagna, per esempio, all'inizio di Real Madrid-Sporting Gijón, è stato osservato un minuto di silenzio al Santiago Bernabéu, mentre il Barcellona è sceso in campo con il lutto al braccio.
Il 2 luglio 2012 sono stati resi pubblici i risultati definitivi dell'autopsia che confermano i primi sospetti: a causare il decesso del giocatore è stata una rara malattia ereditaria, la cardiomiopatia aritmogena. Il 10 settembre seguente il sostituto procuratore Valentina D'Agostino ha aperto un'inchiesta a carico del medico sociale del Pescara, Ernesto Sabatini, quello del Livorno, Manlio Porcellini, e del medico del 118 di Pescara, Vito Molfese, per il mancato uso del defibrillatore, previsto dalla procedura di pronto intervento, anche per capire se l'apparecchio salvavita avrebbe potuto aiutare il calciatore.

## Caratteristiche tecniche
Mediano con compiti prevalentemente difensivi, tenace, combattivo ed abilissimo in fase difensiva, presentava anche un'ottima resistenza fisica e una notevole corsa.

## Carriera

### Club
Tifoso della Sampdoria, inizia a giocare a calcio presso la Polisportiva Monterosso, squadra di quartiere di Bergamo. Cresciuto nelle giovanili dell'Atalanta, con la quale nei dieci anni di militanza riesce a vincere uno scudetto Allievi, nel 2005 passa in compartecipazione all'Udinese giocando a 19 anni la prima stagione da professionista, dividendosi tra Primavera e prima squadra, nella stagione 2005-2006, con 5 presenze in Serie A. L'allenatore Serse Cosmi lo fa esordire il 23 ottobre in Udinese-Inter.
Gioca anche 3 partite in Coppa Italia e una in Coppa UEFA: l'ottavo di finale Levski Sofia-Udinese. Nella stagione 2006-2007 passa al Bologna, in Serie B, scendendo in campo in 16 occasioni. Nel luglio 2007, riscattato dall'Udinese, passa al L.R. Vicenza, in Serie B. Con la squadra veneta conquista la salvezza contribuendo con 34 presenze e un gol. A fine annata il Vicenza ne riscatta la metà del cartellino, quindi gioca altre 32 partite.
Nell'estate del 2009 l'Udinese riscatta la metà per una somma pari a circa 1,5 milioni di euro. Il 31 agosto 2009 passa in prestito alla Reggina. Il 1º febbraio 2010 passa con la formula del prestito con diritto di riscatto della compartecipazione al Padova. Il 6 febbraio debutta con i biancoscudati in Piacenza-Padova (1-0). Il 23 giugno 2010 il Padova comunica di non aver esercitato il diritto di opzione sul cartellino del giocatore.
Nel gennaio 2011 passa in prestito al Vicenza. Debutta il 7 febbraio nella 25ª giornata da titolare nella partita contro il Livorno vinta per 1-0. Il 31 gennaio 2012 passa in prestito dall'Udinese al Livorno. Debutta l'11 febbraio alla 27ª giornata nella partita contro il Vicenza pareggiata per 1-1, entrando al 67' al posto di Mirko Bigazzi. Deceduto per un arresto cardiaco durante la partita fra il Pescara e il Livorno del 14 aprile 2012, valevole per la 14ª giornata di ritorno del campionato di Serie B, in seguito alla scomparsa riceve diversi riconoscimenti postumi.

### Nazionale
Dopo aver preso parte alle varie Nazionali giovanili (partendo dall'Under-17), esordisce nella Nazionale Under-21 nel settembre del 2006. Fa parte del biennio 2007-2009 degli Azzurrini della squadra con cui partecipa all'Europeo Under-21 del 2009 in Svezia.

## Riconoscimenti postumi
In seguito alla sua scomparsa, sia il Vicenza che il Livorno hanno ritirato la maglia numero 25. Il Vicenza inoltre ha deciso di intitolare a lui il Centro tecnico di Isola Vicentina. In suo onore è stato istituito un memorial dal titolo La speranza... in un ricordo e gli sono state intitolate la Gradinata dello Stadio Armando Picchi di Livorno e la Curva Sud dello Stadio Atleti Azzurri d'Italia di Bergamo. Un anno esatto dopo la sua morte gli è stato intitolato il settore ospiti (curva sud) dello Stadio Adriatico di Pescara.

## Statistiche

### Presenze e reti nei club
| Stagione        | Squadra         | Campionato      | Campionato | Campionato | Coppe nazionali | Coppe nazionali | Coppe nazionali | Coppe continentali | Coppe continentali | Coppe continentali | Altre coppe | Altre coppe | Altre coppe | Totale | Totale |
| Stagione        | Squadra         | Comp            | Pres       | Reti       | Comp            | Pres            | Reti            | Comp               | Pres               | Reti               | Comp        | Pres        | Reti        | Pres   | Reti   |
| --------------- | --------------- | --------------- | ---------- | ---------- | --------------- | --------------- | --------------- | ------------------ | ------------------ | ------------------ | ----------- | ----------- | ----------- | ------ | ------ |
| 2004-2005       | Atalanta        | A               | 0          | 0          | CI              | 0               | 0               | -                  | -                  | -                  | -           | -           | -           | 0      | 0      |
| 2005-2006       | Udinese         | A               | 5          | 0          | CI              | 0               | 0               | CU                 | 1                  | 0                  | -           | -           | -           | 6      | 0      |
| 2006-2007       | Bologna         | B               | 16         | 0          | CI              | 0               | 0               | -                  | -                  | -                  | -           | -           | -           | 16     | 0      |
| 2007-2008       | Vicenza         | B               | 34         | 1          | CI              | 2               | 0               | -                  | -                  | -                  | -           | -           | -           | 36     | 1      |
| 2008-2009       | Vicenza         | B               | 33         | 0          | CI              | 2               | 0               | -                  | -                  | -                  | -           | -           | -           | 35     | 0      |
| 2009-gen. 2010  | Reggina         | B               | 17         | 0          | CI              | 0               | 0               | -                  | -                  | -                  | -           | -           | -           | 17     | 0      |
| gen.-giu. 2010  | Padova          | B               | 13+1       | 0          | CI              | -               | -               | -                  | -                  | -                  | -           | -           | -           | 14     | 0      |
| 2010-gen. 2011  | Udinese         | A               | 0          | 0          | CI              | 2               | 0               | -                  | -                  | -                  | -           | -           | -           | 2      | 0      |
| gen.-giu. 2011  | Vicenza         | B               | 16         | 0          | CI              | -               | -               | -                  | -                  | -                  | -           | -           | -           | 16     | 0      |
| Totale Vicenza  | Totale Vicenza  | Totale Vicenza  | 83         | 1          |                 | 4               | 0               |                    | -                  | -                  |             | -           | -           | 87     | 1      |
| 2011-gen. 2012  | Udinese         | A               | 0          | 0          | CI              | 0               | 0               | UCL+UEL            | 0                  | 0                  | -           | -           | -           | 0      | 0      |
| Totale Udinese  | Totale Udinese  | Totale Udinese  | 5          | 0          |                 | 2               | 0               |                    | 1                  | 0                  |             | -           | -           | 8      | 0      |
| gen.-apr. 2012  | Livorno         | B               | 8          | 0          | CI              | 0               | 0               | -                  | -                  | -                  | -           | -           | -           | 8      | 0      |
| Totale carriera | Totale carriera | Totale carriera | 142        | 1          |                 | 6               | 0               |                    | 1                  | 0                  |             | -           | -           | 149    | 1      |

## Palmarès

### Club
- Campionato Allievi Nazionali: 1

Atalanta: 2001-2002